# Glucosio ossidasi
La glucosio ossidasi è un enzima appartenente alla classe delle ossidoreduttasi, che catalizza la seguente reazione:
β-D-glucosio + O2 ⇄ D-glucono-1,5-lattone + H2O2
L'enzima è una flavoproteina (contenente FAD).